# 卡拉韋利區
卡拉韋利區（西班牙語：Distrito de Caravelí），是秘魯的一個區，位於該國南部阿雷基帕大區的卡拉韋利省，面積727.68平方公里，海拔高度1,779米，2005年人口4,088，人口密度每平方公里5.6人。